# 中国（新疆）自由贸易试验区
中国（新疆）自由贸易试验区又稱新疆自贸试验区，是位於中華人民共和國新疆維吾爾自治區的自貿區。新疆自贸试验区共有乌鲁木齐、喀什、霍尔果斯3个片区，每个片区都包含新疆生产建设兵团的区域。喀什片区28.48平方公里。乌鲁木齐片区134.6平方公里。中国（新疆）自由贸易试验区范围179.66平方公里。新疆自贸试验区是中国第22个自由贸易试验区。新疆自贸试验区將有更大改革自主权。

## 歷史
2023年10月31日，中国国务院印发《中国（新疆）自由贸易试验区总体方案》。2023年11月1日，新疆自贸试验区揭牌。
2023年11月11日，喀什片区揭牌。